# Sengoku Yōko
Sengoku Yōko (戦国妖狐?), es una serie de manga japonesa escrita e ilustrada por Satoshi Mizukami. Se serializó en la revista Monthly Comic Blade de Mag Garden desde diciembre de 2007 hasta julio de 2014, y continuó en el servicio de manga web Comic Blade desde septiembre de 2014 hasta mayo de 2016. Una adaptación de la serie al anime producida por White Fox se estrenó el 11 de enero de 2024.

## Argumento
Los humanos y lo katawara están en guerra, pero en ambos bandos hay quienes deciden unir fuerzas. Tama es un espíritu zorro que adora a los humanos, mientras que su hermano jurado Jinka, un sabio, los odia. Juntos usarán el poder de la transformación espiritual para derrotar a los monstruos katawara y poner fin a las maldades de esta era de barbaries. ¿Qué destino aguardará a esta pareja al final de su viaje?

## Personajes
Jinka (迅火?)
 Seiyū: Sōma Saitō
Era un hijo descartado de la familia Yamato y hermano gemelo menor de Yamato Takeru. Cuando fue descartado por la familia Yamato, fue adoptado por Kokugetsu Sai y entrenado por él hasta el momento de su muerte. A partir de ahí, Jinka conoció a Tama Youko y se convirtió en su considerado hermano. Aceptó viajar con ella para terminar con el odio entre demonios y humanos en el mundo (sin embargo, el propio Jinka odia a los humanos).
Tama (たま?)
 Seiyū: Yūki Takada
Una demonio zorro de varios cientos de años muy ambiciosa y atrevida. Tama unió fuerzas con Jinka para librar al mundo de humanos y demonios que cometen actos malvados. Más tarde, también admite que tiene sentimientos románticos por Jinka.
Shinsuke (真介?)
 Seiyū: Ryōhei Kimura
Un campesino rounin que se unió a Tama y Jinka en su viaje. Reflexiona sobre la diferencia entre demonios y humanos a medida que conoce a más personas (y demonios) en el camino. Más tarde se vuelve más sabio y finalmente crea una aldea donde demonios y humanos viven en paz. Se casa con Shakugan y tiene una familia que lidera la aldea.
Shakugan (灼岩?)
 Seiyū: Tomoyo Kurosawa
Un ser fusionado, es mitad Shakuyaku (humana) y mitad Kagan (golem). Cuando ambos llegaron a un acuerdo, comenzaron a llamarse Shakugan. Shakugan a menudo parece una humana, pero puede cambiar sus extremidades a enormes pilares de roca a voluntad. Era una chica de campo que vivía en la pobreza con su familia, hasta que se descubrió que tenía poderes ocultos y, por lo tanto, sus padres la vendieron al monasterio. Fue sometida a una fusión experimental de un humano y un demonio, pero el proceso salió mal y perdió el control y cualquier rastro físico de humanidad, escapando y matando gente mientras estaba aturdida. El grupo de Jinka logró devolver a Shakuyaku a su forma humana, pero ella se entristeció por sus acciones. Se acercó a Shinsuke y aceptó sus circunstancias actuales como un hecho, y volvió a estar alegre. Kagan también recuperó la conciencia y se hizo amiga del grupo, compartiendo cuerpos con Shakuyaku. Mientras lucha contra Bagman en la casa de montaña de Kagan, evita que una enorme roca aplaste una pequeña cabaña donde una joven madre estaba dando a luz a gemelos. Lo logró, pero quedó completamente agotada y luego se convirtió en una roca sin vida para recuperar su energía. Se dijo que podría dormir incluso mil años antes de recuperarse. Su sacrificio cambió por completo a Shinsuke de un cobarde alegre a un espadachín sombrío empeñado en vengarse. En homenaje, los gemelos recién nacidos se llamaron Shakuyaku y Kagan. Sin embargo, se despierta cuando la tribu del vacío ataca la aldea de los demonios de roca para reunir un ejército. Después de recuperar su sentido a través de la interfaz espiritual de Shinsuke, se reúne con Tama y Shinsuke.
Senya (千夜?)
 Seiyū: Hiroki Nanami
Senya es un cazador de demonios junto con su padre Jinun. Senya fue sometido a experimentos y el Dangaishu le inyectó 1000 demonios dentro de su cuerpo. En la segunda mitad del manga, se convierte en el personaje principal de la serie. Junto a Tama, Tsukiko y Nau, intentan liberar a Jinka.
Tsukiko (月湖?)
 Seiyū: Maaya Uchida
La compañera de Senya. Tsukiko es una chica tímida y reservada que alberga sentimientos profundos por Senya. A menudo, cuando intenta ayudar a Senya, siente que causa más problemas que los que realmente puede evitar.
Jinun (神雲?)
 Seiyū: Kenji Nomura
Nau (なう?)
 Seiyū: Aki Toyosaki
Dōren (道錬?)
 Seiyū: Tetsu Inada
Resshin (烈深?)
 Seiyū: Kazuki Miyagi
Dios de la montaña (山の神 Yama no Kami?)
 Seiyū: Ayahi Takagaki
Rinzu (りんず?)
 Seiyū: Aina Suzuki
Yazen (野禅?)
 Seiyū: Kenjirō Tsuda
Raidō Zanzō (雷堂斬蔵?)
 Seiyū: Hiroki Tōchi
Mudo (ムド?)
 Seiyū: Yoshitsugu Matsuoka
Ashikaga Yoshiteru (足利義輝?)
 Seiyū: Wataru Hatano
Hanatora (華寅?)
 Seiyū: Shizuka Itō

## Contenido de la obra

### Manga
Escrita e ilustrada por Satoshi Mizukami, Sengoku Yōko se serializó en la revista Monthly Comic Blade de Mag Garden desde el 28 de diciembre de 2007 hasta el 30 de julio de 2014, cuando la revista dejó de publicarse. La serie continuó serializándose en el servicio web Comic Blade desde el 16 de septiembre de 2014 hasta el 20 de mayo de 2016. Sus capítulos se recopilaron en diecisiete volúmenes de tankōbon desde agosto de 2008 hasta junio de 2016.
El manga está licenciado en inglés por Tokyopop. Norma Editorial obtuvo la licencia en España.

#### Lista de volúmenes
| Volúmenes de manga publicados | Volúmenes de manga publicados | Volúmenes de manga publicados |
| Número                        | Fecha de lanzamiento          | ISBN                          |
| ----------------------------- | ----------------------------- | ----------------------------- |
| 1                             | 9 de agosto de 2008           | ISBN 978-4-86-127522-7        |
| 2                             | 10 de febrero de 2009         | ISBN 978-4-86-127590-6        |
| 3                             | 10 de noviembre de 2009       | ISBN 978-4-86-127672-9        |
| 4                             | 10 de abril de 2010           | ISBN 978-4-86-127727-6        |
| 5                             | 10 de noviembre de 2010       | ISBN 978-4-86-127785-6        |
| 6                             | 10 de marzo de 2011           | ISBN 978-4-86-127833-4        |
| 7                             | 10 de agosto de 2011          | ISBN 978-4-86-127875-4        |
| 8                             | 10 de enero de 2012           | ISBN 978-4-86-127932-4        |
| 9                             | 10 de julio de 2012           | ISBN 978-4-80-000018-7        |
| 10                            | 10 de diciembre de 2012       | ISBN 978-4-80-000070-5        |
| 11                            | 10 de junio de 2013           | ISBN 978-4-80-000170-2        |
| 12                            | 10 de diciembre de 2013       | ISBN 978-4-80-000239-6        |
| 13                            | 9 de agosto de 2014           | ISBN 978-4-80-000344-7        |
| 14                            | 10 de febrero de 2015         | ISBN 978-4-80-000414-7        |
| 15                            | 10 de agosto de 2015          | ISBN 978-4-80-000485-7        |
| 16                            | 10 de febrero de 2016         | ISBN 978-4-80-000533-5        |
| 17                            | 10 de junio de 2016           | ISBN 978-4-80-000585-4        |

### Anime
El 10 de agosto de 2023 se anunció una adaptación de serie al anime. Está animada por White Fox y dirigida por Masahiro Aizawa, con Jukki Hanada encargandose de la composición de la serie, diseños de personajes de Yosuke Okuda y música compuesta por Evan Call. La serie se estrenó el 11 de enero de 2024 en Tokyo MX y otras cadenas, y constará de tres cursos. El tema de apertura es «Hibana», interpretado por MindaRyn, mientras que el tema de cierre es «Yūyami no Uta» (夕闇のうた?), compuesto por Yuki Kajiura e interpretado por Keiko. Crunchyroll obtuvo la licencia de la serie fuera de Asia. Medialink obtuvo la licencia de la serie en el sur y sudeste de Asia y la transmitió en el canal de YouTube Ani-One Asia.
La segunda parte se estrenó el 18 de julio de 2024.